# Staroźreby
Staroźreby is een dorp in het Poolse woiwodschap Mazovië, in het district Płocki. De plaats maakt deel uit van de gemeente Staroźreby en telt 1900 inwoners.
www.starozreby.pl